# Mercy (Muse)
Mercy è un singolo del gruppo musicale britannico Muse, pubblicato il 18 maggio 2015 come secondo estratto dal settimo album in studio Drones.

## Descrizione
Mercy è il quarto brano presente in Drones e, secondo quanto dichiarato dal frontman Matthew Bellamy attraverso il sito ufficiale del gruppo, narra la fase in cui il protagonista del concept «comprende di aver perso qualcosa, se stesso. Questo è [il momento] dove ci si rende conto di essere sopraffatti dalle forze oscure introdotte in Psycho».

## Pubblicazione
Il singolo è stato trasmesso in anteprima mondiale attraverso l'emittente radiofonica britannica BBC Radio 1 nella serata del 18 maggio, data nel quale è stato reso disponibile per la visione anche il lyric video, diretto da Colin Fong. Il 16 giugno dello stesso anno Mercy è entrato in rotazione radiofonica.
Il brano è stato inoltre utilizzato per la campagna pubblicitaria del videogioco Batman: Arkham Knight.

## Video musicale
Il video, diretto da Sing J Lee, è stato reso disponibile l'8 giugno 2015 attraverso il canale YouTube dei Muse.

## Tracce
1. Mercy – 3:51

## Formazione
Gruppo
- Matthew Bellamy – voce, chitarra, pianoforte, sintetizzatore modulare
- Chris Wolstenholme – basso, cori
- Dominic Howard – batteria

Altri musicisti
- Olle "Sven" Romo – programmazione aggiuntiva

Produzione
- Robert John "Mutt" Lange – produzione
- Muse – produzione
- Tommaso Colliva – produzione aggiuntiva, ingegneria del suono, ingegneria sintetizzatori modulari
- Rich Costey – produzione aggiuntiva, missaggio
- Adam Greenholtz – ingegneria del suono aggiuntiva
- Eric Moshes – assistenza ingegneria del suono
- Tom Baley – assistenza ingegneria del suono
- John Prestage – assistenza ingegneria del suono
- Giuseppe Salvagoni – assistenza ingegneria del suono
- Jacopo Dorigi – assistenza ingegneria del suono
- Martin Cooke – assistenza tecnica
- Nick Fourier – assistenza tecnica
- Mario Borgatta – assistenza missaggio
- Giovanni Versari – mastering
- Matt Mahurin – direzione artistica

## Classifiche
| Classifica (2015)                | Posizione massima |
| -------------------------------- | ----------------- |
| Belgio (Fiandre)                 | 53                |
| Belgio (Vallonia)                | 61                |
| Francia                          | 40                |
| Giappone                         | 50                |
| Regno Unito                      | 126               |
| Regno Unito (rock & metal)       | 1                 |
| Spagna                           | 49                |
| Stati Uniti (alternative)        | 10                |
| Stati Uniti (mainstream rock)    | 23                |
| Stati Uniti (rock & alternative) | 38                |